# 黑嘴天鹅
黑嘴天鹅（学名Cygnus buccinator），属於鸭科天鹅属，是北美本土最大的鳥類。亦是現存最大的水禽。翼展可超過3公尺長。與歐亞大陸的黃嘴天鵝（Cygnus cygnus）為近親，部分專家甚至視為同一種。在1933年，少於70對的黑嘴天鵝在野外發現，面臨絕種危機，直到在阿拉斯加的銅河，發現了數千隻黑嘴天鵝。經過許多的專家學者的保育下，推估於2010年野外有超過46,000隻個體。